# Haplopodia petersoni
Haplopodia petersoni är en kräftdjursart som först beskrevs av Heron och Damkaer 1978.  Haplopodia petersoni ingår i släktet Haplopodia och familjen Lubbockiidae. Inga underarter finns listade i Catalogue of Life.